# Bechtle AG

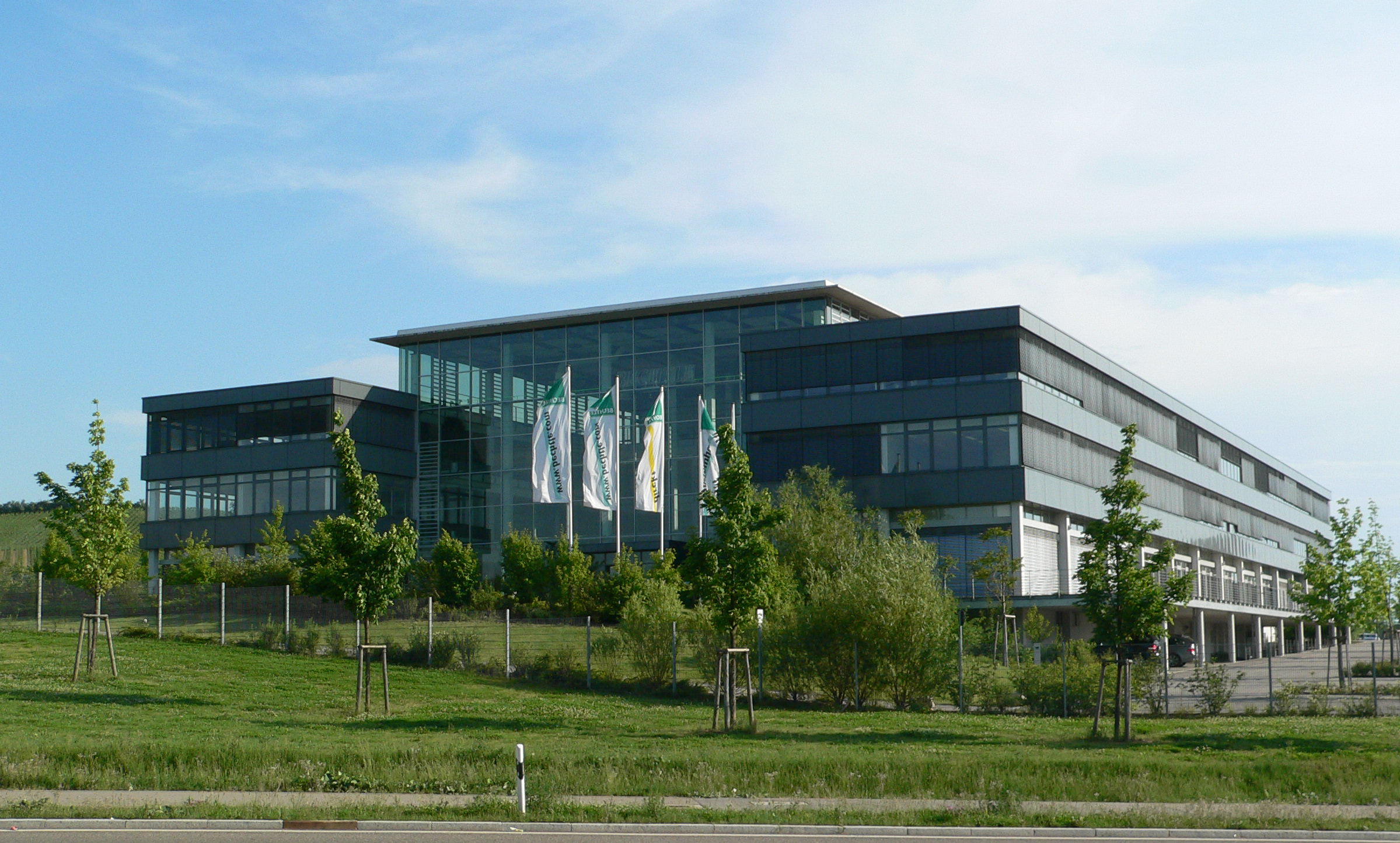
Der Sitz der Bechtle AG in Neckarsulm

Die Bechtle AG ist ein IT-Systemhaus mit mehr als 120 Standorten in 14 europäischen Ländern. Der Hauptsitz der Gesellschaft ist in Neckarsulm, Baden-Württemberg. Das Geschäftsmodell verbindet IT-Dienstleistungen in den Bereichen Cloud, Digital Workplace, Informationssicherheit, Künstliche Intelligenz und Managed Services mit dem Direktvertrieb von IT-Produkten. Schwerpunkte sind der Handel mit Hard-, Software und IT-Dienstleistungen sowie der Betrieb und die Wartung von IT-Infrastruktur bei gewerblichen und öffentlichen Auftraggebern. Darüber hinaus bietet das Unternehmen Beratungsleistungen, Systemintegration und Schulungen an. Durch Akquisitionen von Unternehmen konnte sich Bechtle zudem im Bereich spezialisierter IT-Lösungen, wie beispielsweise CAD, PLM, Navision oder SharePoint positionieren.
Bechtle war im Jahr 2025 das größte IT-Systemhaus in Deutschland.

## Geschichte

### Anfänge und Börsengang
Bechtle wurde 1983 als GmbH gegründet; Gründungsgesellschafter waren Klaus von Jan, Professor an der Hochschule Heilbronn, der Unternehmer Gerhard Schick († 2025) sowie Ralf Klenk, Student an der Hochschule Heilbronn. Im Jahr 1995 generierte Bechtle einen Umsatz von mehr als 100 Millionen Mark und begann mit dem IT-Handel über das Internet. Am 30. März 2000 ging Bechtle an die Börse. Zunächst war die Aktie im Neuen Markt gelistet, 2004 folgte die Aufnahme in den TecDAX. Im selben Jahr überschreitet der Umsatz die Marke von einer Milliarde Euro und das Unternehmen bezieht die heutige Unternehmenszentrale am Bechtle Platz 1 in Neckarsulm.

### Jüngere Entwicklungen
Ende Mai 2017 erhielt die Bechtle AG den Zuschlag für einen Rahmenvertrag mit der NATO Communications and Information Agency zur Deckung des Bedarfs an IT-Komponenten der NATO im Umfang von rund 45 Millionen Euro für fünf Jahre. 2018 wurde die französische Inmac Wstore übernommen. Seit dem 24. September 2018 wird die Aktie zusätzlich zum TecDAX im MDAX gelistet, seit dem 24. März 2025 zusätzlich im DAX 50 ESG. Mitte Oktober 2018 gewann die Bechtle AG eine Software-Ausschreibung der EU-Kommission über die Lieferung von Software bis ins Jahr 2025 mit einem Umfang von 52 Millionen pro Jahr. Die Marke von fünf Milliarden Euro Umsatz wurde 2019 überschritten.
Am 30. September 2020 wurde mit dem Kauf des österreichischen Softwareentwicklers dataformers die 100. Akquisition der Unternehmensgeschichte getätigt. Im Jahr 2022 kamen mit dem niederländischen IT-Systemhauses PQR und der britischen ACS Systems erstmalig Dienstleistungsunternehmen außerhalb der DACH-Region zur Bechtle Gruppe. 2023 beteiligte sich Bechtle mit 51 Prozent an dem Rostocker KI-Unternehmen Planet AI. 2024 veränderte Bechtle erstmals in der Unternehmensgeschichte das Corporate Design grundlegend und tritt seitdem mit neuem Logo auf.

## Konzernstruktur
Die Bechtle AG mit Hauptsitz in Neckarsulm übernimmt als Konzernmutter und Holding für die Unternehmensgruppe die strategische Unternehmensplanung sowie die zentralen Aufgaben Controlling, Finanzen und Steuern, Unternehmenskommunikation, Investor Relations, Zentrale IT, Human Resources und Personalentwicklung, Qualitätsmanagement, Risikomanagement sowie Recht und Compliance. Auf Vorstandsebene bündelt Bechtle die Verantwortung für alle Vertriebswege in den Ländermärkten in jeweils einer Hand.
Unterhalb der Bechtle AG befindet sich eine Ebene mit Holdinggesellschaften. Dort werden die Geschäftsfelder und Marken zusammengefasst und hauptsächlich Aufgaben der Geschäftsentwicklung wahrgenommen:
- Bechtle Systemhaus Holding AG, in der die Systemhausaktivitäten zusammengefasst werden.
- Bechtle E-Commerce Holding AG für die Bechtle Direct-Gesellschaften.
- Bechtle Managed Services Holding AG für 24x7 IT-Support und IT-Betriebsleistungen rund um Modern Workplace, Datacenter und Cloud
- Bechtle Holding Schweiz AG in Rotkreuz für die Systemhaus- und E-Commerce-Gesellschaften in der Schweiz, die Töchter ARP (Handel) und Comsoft (Softwarelizenzgeschäft).

Der zweiten Holdingebene sind die rechtlich selbstständigen Tochtergesellschaften zugeordnet. Zur Bechtle AG gehören mehr als 100 operative Unternehmen und Beteiligungen.
Bechtle verfügt an den beiden wesentlichen Logistikstandorten in Neckarsulm und Hamburg über rund 46.000 m² Logistikfläche. Ein weiterer Logistikstandort mit rund 13.500 m² befindet sich in Bielefeld.

## Geschäftsfelder und Produkte
Die Bechtle IT-Systemhäuser betreuen Kunden von der IT-Strategieberatung über die Lieferung von Hard- und Software, die Projektplanung und -durchführung bis hin zum Komplettbetrieb der IT durch Managed Services. Bechtle vertreibt Cloud-Produkte und -Services über die Vertriebsgesellschaften und eine eigene Plattform. Überregional tätige Competence Center und Schulungszentren komplettieren das Leistungsspektrum.
Neben den IT-Systemhäusern gibt es innerhalb der Bechtle Gruppe spezialisierte Tochterunternehmen, insbesondere für die Bereiche PLM, ERP, CAD sowie Collaboration- und Branchensoftware-Lösungen.
Im Bereich E-Commerce bietet Bechtle im Direktvertrieb unter den Marken ARP, Bechtle direct und Comsoft mehr als 40.000 IT-Produkte über Webshop, Katalog und Telesales an. Kunden können darüber hinaus über ein maßgeschneidertes Onlinebeschaffungssystem verfügen.

## Konzern-Kennzahlen
| in Euro              | 2017    | 2018    | 2019    | 2020    | 2021    | 2022    | 2023    | 2024    |
| -------------------- | ------- | ------- | ------- | ------- | ------- | ------- | ------- | ------- |
| Umsatz Mio.          | 3.570,1 | 4.323,3 | 5.374,5 | 5.819,2 | 5.305,5 | 6.028,2 | 6.422,7 | 6.305,8 |
| Ergebnis v. St. Mio. | 162,8   | 193,2   | 236,3   | 270,7   | 320,5   | 350,5   | 374,2   | 345,3   |
| Bilanzsumme Mio.     | 1.463   | 2.059   | 2.475   | 2.787   | 3.112   | 3.551   | 3.929   | 4.359   |
| Dividende je Aktie   | 0,30    | 0,33    | 0,40    | 0,45    | 0,55    | 0,65    | 0,70    | 0,70    |
| Mitarbeiter          | 8.673   | 10.379  | 11.835  | 12.551  | 13.240  | 14.442  | 15.159  | 15.801  |

## Veröffentlichungen
- Walter Döring: Bott und Bechtle. In: Weltmarktführer. Innovationen made in Schwäbisch Hall-Hohenlohe. Mit einem Geleitwort von Peter Altmaier und Nicole Hoffmeister-Kraut, Molino Verlag, Schwäbisch Hall und Sindelfingen 2020, S. 290–295. ISBN 978-3-9820231-5-1.